# Banski stol
Banski stol (lat. tabula banalis), prizivni sud Hrvatske i Slavonije. Preteča mu je bansko sudište (oktavalni sud) koje su spominje u izvorima još od 12. stoljeća.
Kako bi se unaprijedila sudbena vlast u Hrvatskoj koju je do tada obavljao hrvatski ban ili protonotar, kralj Karlo III. Habsburg predložio je 1723. godine osnivanje posebnog banskog suda sa sjedištem u Zagrebu, koji će vršiti jurisdikciju nad čitavom Hrvatskom.
Predsjednik suda bio je ban, a uz njega osam prisjednika (assessores) koje je imenovao Sabor. Od 1725. kralj je imenovao članove Banskog stola.
Reformom iz 1851. godine Banski stol je definiran kao viši zemaljski sud s drugostupanjskim ovastima, a nakon 1918. ovlasti su mu proširene i na Međimurje. Ukinut je 1945. godine.